# Rübezahlbrunnen (Hannover)

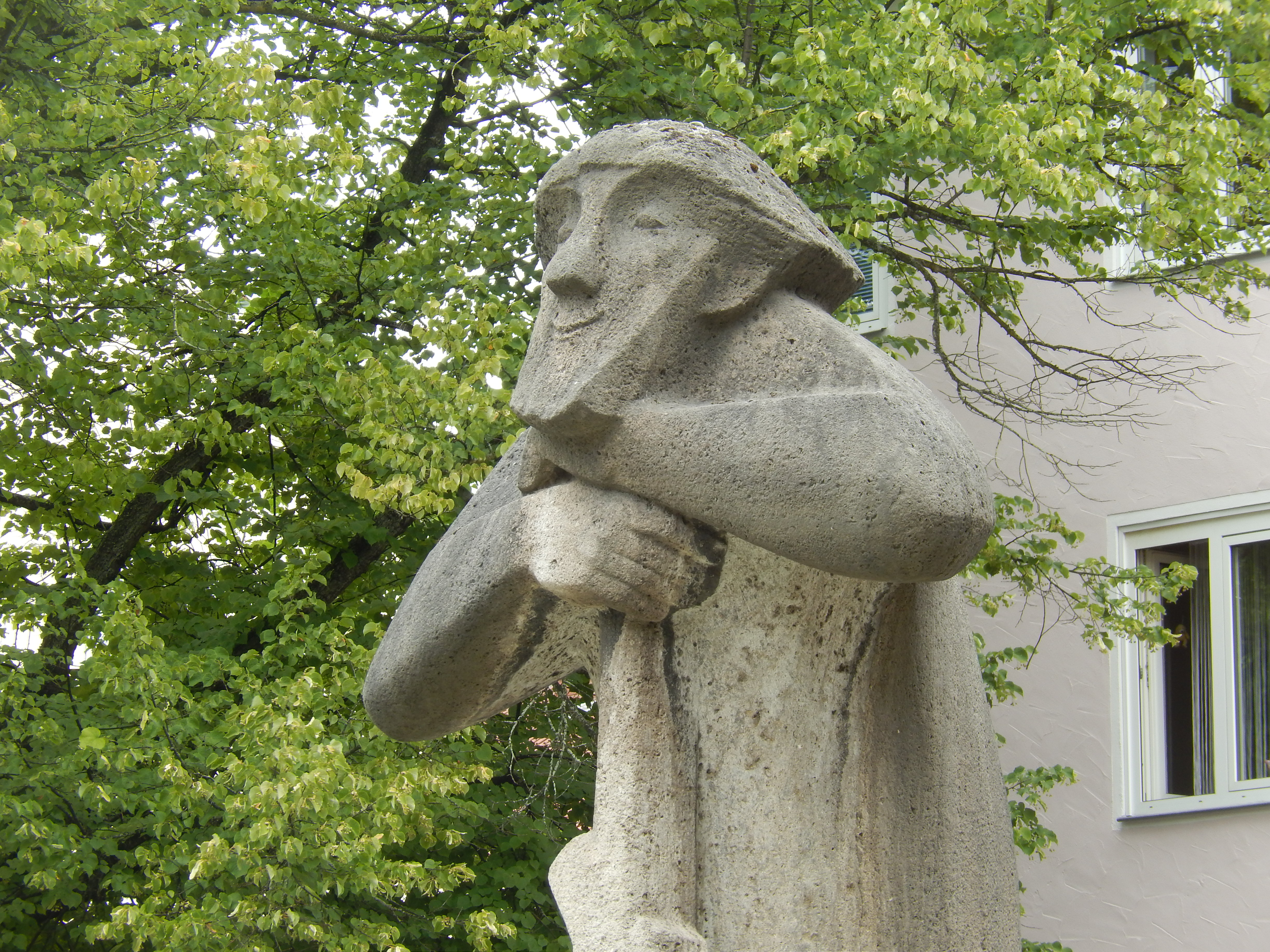
Rübezahl-Skulptur

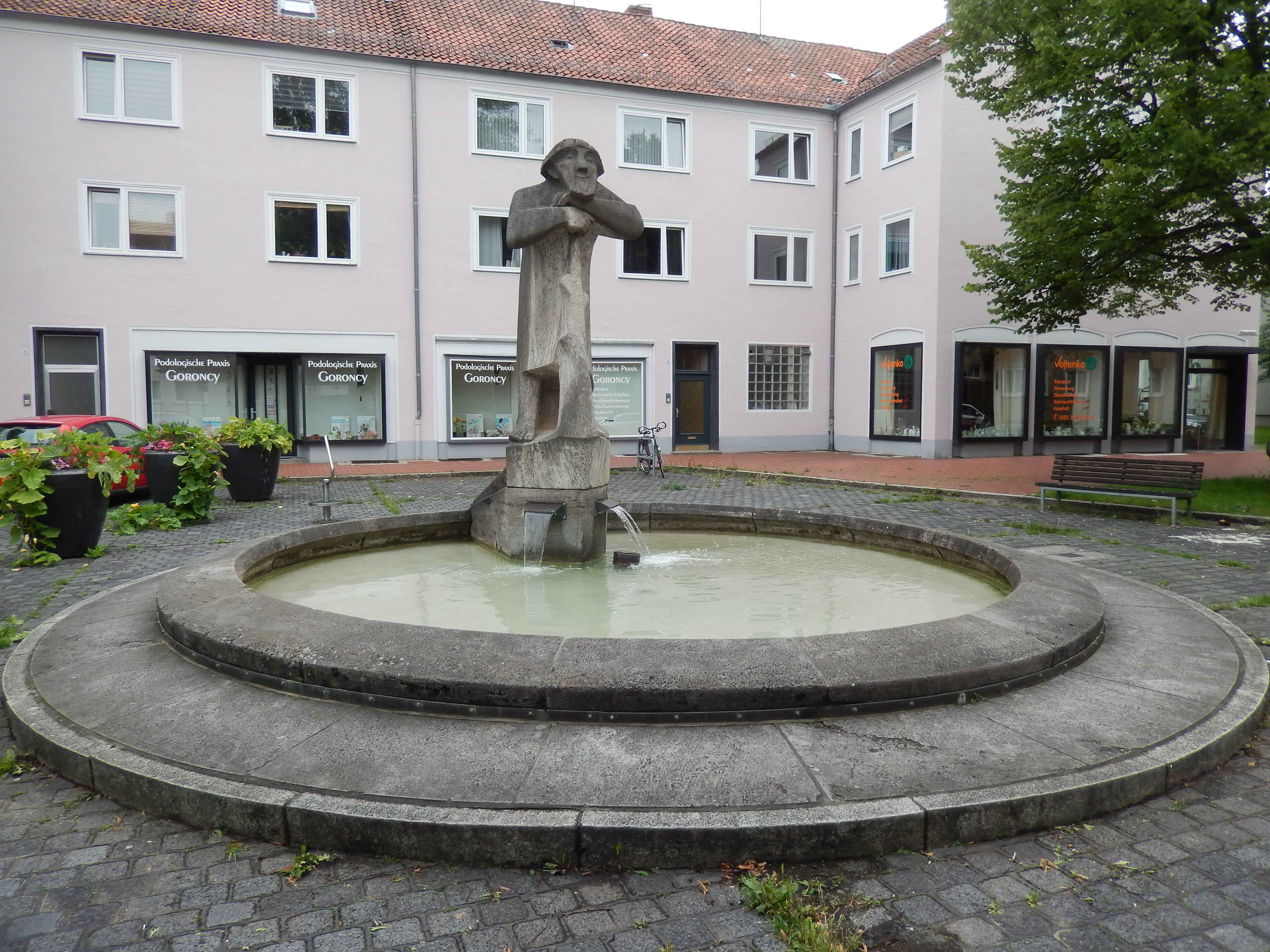
Rübezahlbrunnen in Hannover-Mittelfeld

Der Rübezahlbrunnen in Hannover ist ein in den 1950er Jahren errichteter Brunnen mit einer modernen Erinnerung an den schlesischen Berggeist Rübezahl. Standort des – denkmalgeschützten – Kunstwerks im öffentlichen Raum der niedersächsischen Landeshauptstadt ist der Rübezahlplatz im hannoverschen Stadtteil Mittelfeld.

## Geschichte und Beschreibung
Nach dem Zweiten Weltkrieg war ein Strom von Flüchtlingen, darunter auch abertausende Heimatvertriebene aus Schlesien, auf der Suche nach einer neuen Heimat in der durch die Luftangriffe auf Hannover nahezu zur Hälfte zerstörten Stadt Hannover angekommen. Vor allem im Stadtteil Mittelfeld nahe dem durch die Britischen Militärbehörden initiierten Messegelände für die 1947 erstmals veranstaltete Exportmesse, die mangels technischer Produkte so genannte „Fischbrötchenmesse“, gab es auf dem „Mittelfeld“ nach der Währungsreform zu Beginn der Bundesrepublik Deutschland genügend freies Bauland, um dort eine Siedlung mit rund 3000 Wohnungen neu zu errichten.
So entstand im Zuge der Baufachmesse Constructa im Jahr 1951 zunächst die Constructa-Siedlung in Mittelfeld gegenüber dem Stadtfriedhof Seelhorst. Das Zentrum des Neubaugebietes erhielt in Erinnerung an die alte Heimat vor allem der Schlesier den Namen Rübezahlplatz. Für diese als Marktplatz angelegte städtebauliche Anlage erteilte die Stadt Hannover dem Bildhauer Kurt Lehmann den Auftrag zur Gestaltung der Brunnenanlage auf dem gleichnamigen Platz. So entstand im Jahr 1954 als bildhafte Annäherung an das in Schlesien gelegene Riesengebirge die aus Kirchheimer Muschelkalk gehauene, 80 Zentner schwere und 3,20 Meter hohe Figur des heimatlichen Berggeistes. Aus dem Sockel des Standbildes sprudelt das Wasser in leisen Tönen ähnlich einer Quelle am Berge.